# Patrik Andersson
Patrik Jonas Andersson (Borgeby, Švedska, 18. kolovoza 1971.) je bivši švedski nogometaš i nacionalni reprezentativac. Njegov otac Roy Andersson i brat Daniel također su bili nogometaši.

## Karijera

### Klupska karijera
Andersson je nogomet počeo trenirati u lokalnom klubu Bjärreds IF po kojem je kasnije dobio nadimak. Nakon toga odlazi u Malmö FF u kojem je nakon juniorskog prešao u seniorski sastav. U prosincu 1992. kupuje ga premijerligaš Blackburn Rovers za 800.000 GBP. Time je postao prvi stranac koji je potpisao za klub te jedan od relativno male skupine stranih igrača koji su zaigrali u prvoj sezoni novoformirane Premier lige (1992./93.).
Nakon svega 12 prvenstvenih utakmica odigranih za klub, Andersson je transferiran u bundesligaša Borussiju Mönchengladbach za koju je igrao šest godina. S klubom je 1995. osvojio njemački kup a nakon što je Borussia M. krajem sezone 1998./99. ispala iz lige kao posljednja na tablici, Patrik Andersson prelazi u münchenski Bayern.
U dvije sezone koliko je proveo u klubu, Andersson je s Bayernom dominirao u Njemačkoj, osvojivši po dvije Bundeslige i Liga kupa. Svoj jedini gol za klub, Patrik je zabio 2001. u posljednjoj i odlučujućoj prvenstvenoj utakmici protiv HSV-a. Iste godine je s klubom igrao i finale Lige prvaka protiv Valencije. Nakon regularnih 1:1, pitanje pobjednika se odlučivalo na jedanaesterce. Sam igrač je promašio svoj kazneni udatac, ali Bayern je ipak pobijedio boljim izvođenjem i rezultatom 5:4.
Poslije tog uspjeha, Andersson odlazi u redove katalonskog diva FC Barcelone ali ondje u tri sezone nije uspio ostvariti značajniji rezultat. 2004. se vraća u svoj prvi klub Malmö FF s kojim osvaja švedsko prvenstvo a sljedeće godine se igrački umirovljuje nakon nove ozljede koljena.
Danas radi kao skaut Manchester Uniteda za skandinavsko područje.

### Reprezentativna karijera
Patrik Andersson je 1992. s nacionalnom reprezentacijom nastupao na Olimpijadi u Barceloni te Europskom prvenstvu kojem je Švedska bila domaćin. Nakon toga je sa Švedskom osvojio broncu na Svjetskom prvenstvu 1994. Na EURU 2000. zaradio je crveni karton nakon prekršaja nad Bartom Goorom u utakmici otvaranja turnira. Na tom natjecanju kao i Svjetskom prvenstvu 2002. bio je reprezentativni kapetan.
Posljednju utakmicu za Švedsku odigrao je 13. veljače 2002. protiv Grčke.

#### Pogoci za reprezentaciju
| #  | Datum           | Mjesto             | Protivnik   | Pogodak | Rezultat | Natjecanje                                |
| -- | --------------- | ------------------ | ----------- | ------- | -------- | ----------------------------------------- |
| 1. | 1. lipnja 1996. | Stockholm, Švedska | Bjelorusija | 4 : 1   | 5 : 1    | Kvalifikacije za Svjetsko prvenstvo 1998. |
| 2. | 1. rujna 2001.  | Skopje, Makedonija | Makedonija  | 0 : 2   | 1 : 2    | Kvalifikacije za Svjetsko prvenstvo 2002. |

## Osvojeni trofeji

### Klupski trofeji
| Klub                     | Trofej            | Godina / sezona |
| Njemačka                 | Njemačka          | Njemačka        |
| ------------------------ | ----------------- | --------------- |
| Borussia Mönchengladbach | DFB-Pokal         | 1995.           |
| Bayern München           | DFB-Ligapokal     | 1999.           |
| Bayern München           | Bundesliga        | 1999./2000.     |
| Bayern München           | DFB-Pokal         | 2000.           |
| Bayern München           | DFB-Ligapokal     | 2000.           |
| Bayern München           | Liga prvaka       | 2000./2001.     |
| Bayern München           | Bundesliga        | 2000./2001.     |
| Švedska                  |                   |                 |
| Malmö FF                 | Švedsko prvenstvo | 2004.           |

### Reprezentativni trofeji
| Turnir                     | Trofej  | Godina  |
| Švedska                    | Švedska | Švedska |
| -------------------------- | ------- | ------- |
| Svjetsko prvenstvo u SAD-u | Bronca  | 1994.   |

### Individualni trofeji
| Nagrada               | Godina  |
| Švedska               | Švedska |
| --------------------- | ------- |
| Guldbollen            | 1995.   |
| Guldbollen            | 2001.   |
| Švedski branič godine | 2001.   |

## Vanjske poveznice
- Football Database.eu